# بغداد، ازبکستان
بغداد، ازبکستان (به لاتین: Baghdad, Uzbekistan) یک منطقهٔ مسکونی در ازبکستان است که در استان فرغانه واقع شده‌است.

## خصوصیات
بغداد  ۱۲٬۸۰۰ نفر جمعیت دارد.